# Último Grito
El Último Grito, fundat el 1997 per Rosario Hurtado i Roberto Feo, és un estudi de disseny actualment assentat a Londres. El seu treball es basa en la recerca contínua de la relació que hi ha entre nosaltres i els objectes i la cultura. La producció de l'estudi es mou en una gran varietat de plataformes que abarquen també diversos clients internacionals, museus i altres organitzacions, com per exemple el Museo Nacional de Arte Reina Sofía i British Airways. A més també col·laboren en les exposicions permanents del MoMA de Nova York, del Stedelijk d'Amsterdam i del V&A de Londres. El 2010 van fundar SHOPWORK and POI, una editorial independent, plataforma de recerca, educació i disseny. En 2012 van rebre la London Design Medal.

## Biografia
Rosario Hurtado va néixer a Madrid el 1966. Va estudiar econòmiques a la Universitat d'Alcalá de Henares a Madrid. El 1989 es va mudar a Londres on va estudiar en el London College of Furniture (creació de mobles) i va acabar d'estudiar disseny industrial a la Universitat de Kingston. Ha estat professora del departament de disseny de la Universitat de Goldsmiths de Londres des de 1999 i actualment dirigeix el Space and Communications al HEAD-Genève.
Roberto Feo va néixer a Londres el 1964, però va créixer a Madrid, España. Va estudiar Sociologia i Antropologia Social en la Universitat Complutense de Madrid. El 1990 es va mudar a Londres i va estudiar disseny de mobles al London College of Furniture, i després en The Royal College of Art. Va codirigir amb Hurtado el Space and Communications al HEAD-Genève, ha estat professor del departament de disseny de producte a The Royal College of Art de Londres des de 1999 i va co-dirigir Platform 10. És professor a Goldsmiths University de Londres i membre senior del Design Research a la Universitat de Kingston.

## Publicacions
- Ships not Shelters - POI (Rosario Hurtado, Roberto Feo, Stuart Bannocks i Mike Patrick) publicat per Shopwork, London. ISBN 978-1-4507-8151-0
- Catálogo Mariscal en La Pedrera - Roberto Feo & Rosario Hurtado, publicat per Catalunya Caixa, Barcelona, 2010
- El Último Grito: Abandon Architectures, - Roberto Feo & Rosario Hurtado, publicat per NAME, 2010, Miami USA. ISBN 978-0-9840566-2-0
- Nullpunkt - editat per Max Borka. Publicat per MARTa Herford, Herford, 2009. ISBN 0-7148-4399-7 Chapter ‘TROUSERS IN SOCKS'
- NOWHERE/NOW/HERE Exploring New Lines of Investigation in Design - editat per Roberto Feo i Rosario Hurtado. Publicat per Laboral, Gijón 2008. ISBN 978-84-612-6674-6. ‘Interview with curators' escrit per Roberto Feo i Rosario Hurtado amb la Professora Catherine McDermott. ‘Group Introductions' escrit per Roberto Feo, Rosario Hurtado i Diego Sanmartin.
- Designs for all - editat per Roberto Feo i Rosario Hurtado. Publicat per Optima, Madrid 2008. ISBN 978-84-691-3870-0. ‘Introduction' escrit per Roberto Feo i Rosario Hurtado.
- Restyling - editat per Virginio Briatore. Publicat per Castelvecchi, Roma, 2000. ISBN 88-8210-186-X